# Parafia św. Wojciecha w Woli Raniżowskiej
Parafia pw. św. Wojciecha w Woli Raniżowskiej − rzymskokatolicka parafia w dekanacie Raniżów, w diecezji Sandomierskiej.

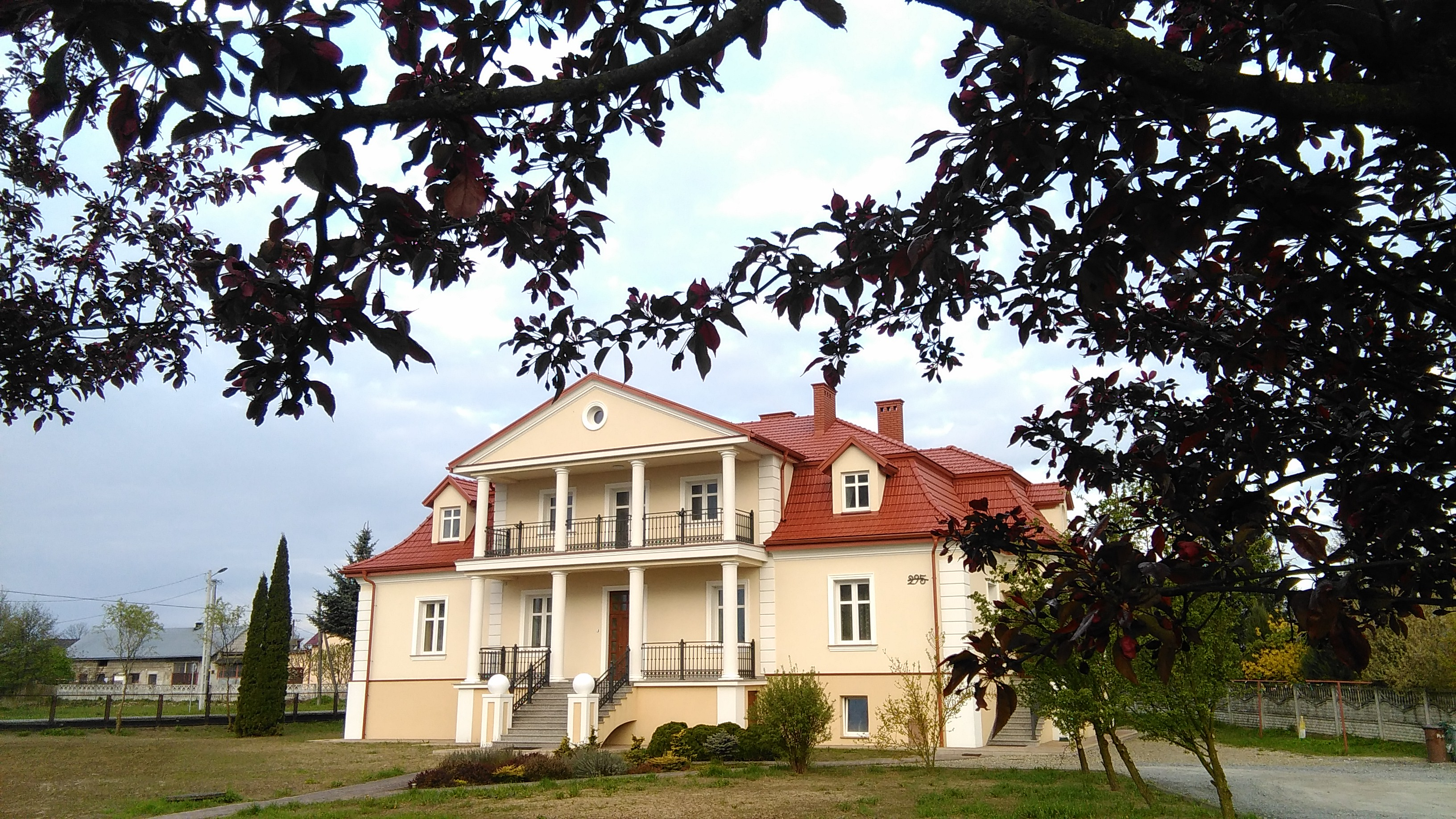
Plebania parafii św. Wojciecha

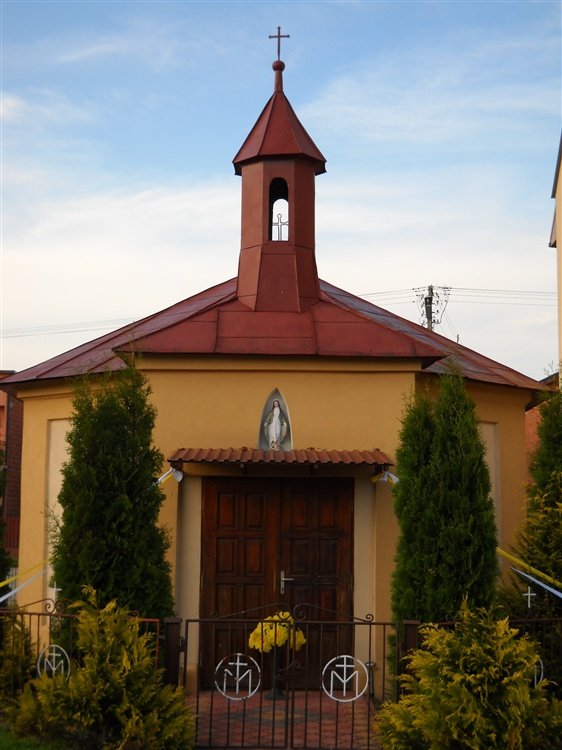
Kapliczka z 1862 roku

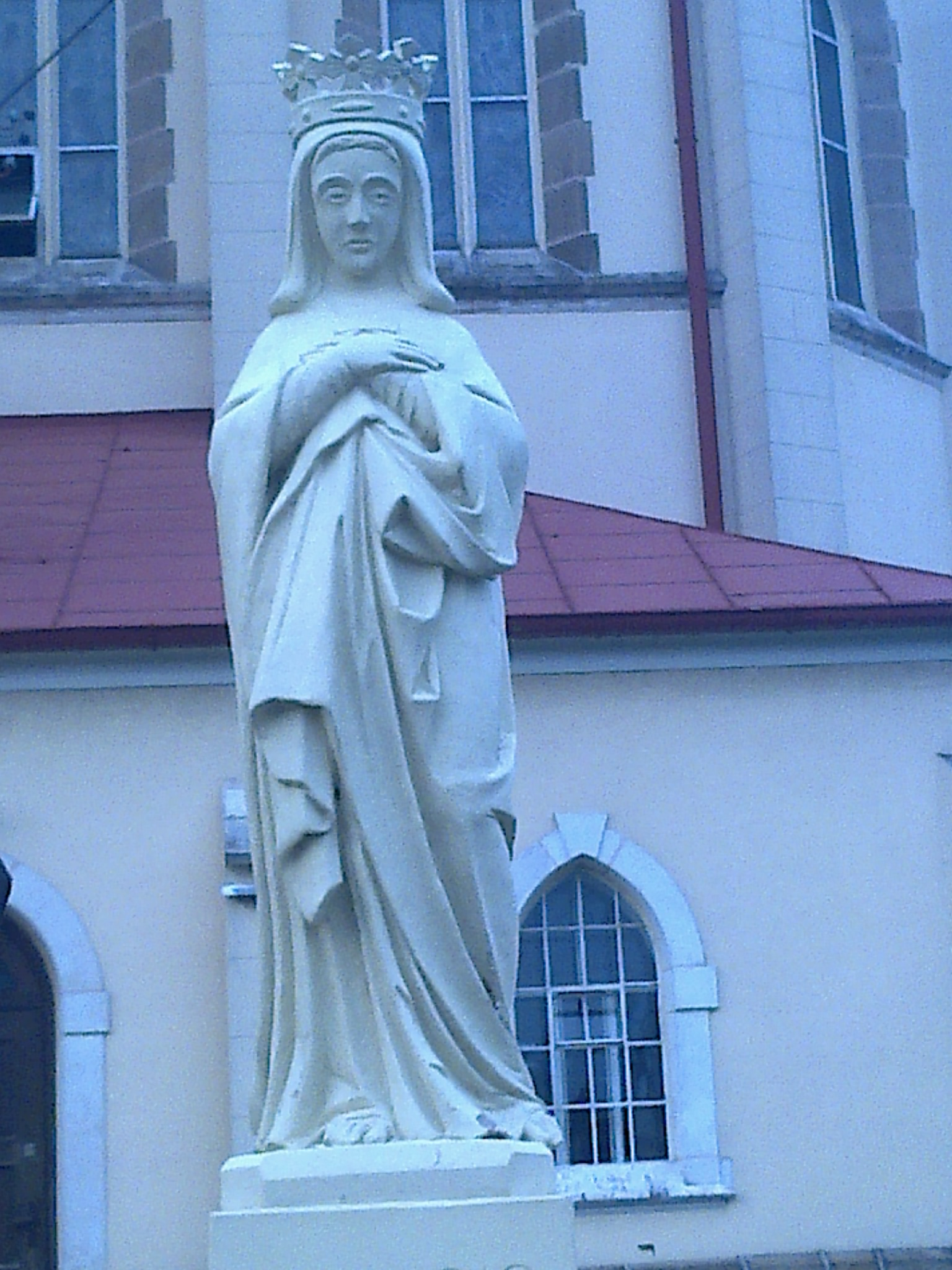
Figura Matki Bożej Grunwaldzkiej

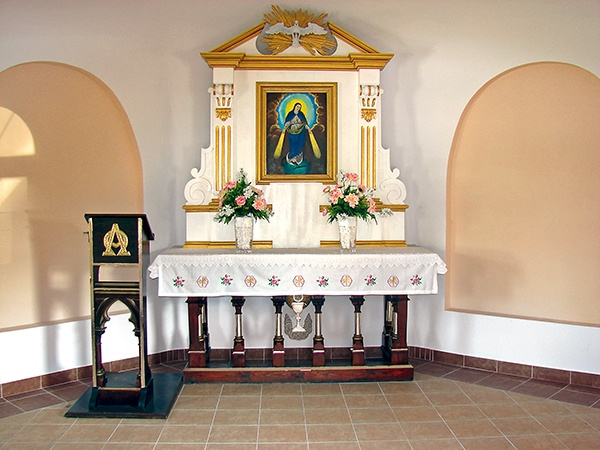
Wnętrze kapliczki z 1862 roku

## Historia
Wola Raniżowska była założona w 1366 roku i należała do parafii w Raniżowie, która wzmiankowana była już w 1409 roku przez kronikarza Jana Długosza. W 1862 roku Błażej Kuper ufundował murowaną kapliczkę, wokół której koncentrowało się życie religijne. W 1910 roku na placu gromadzkim postawiono figurę Matki Bożej Grunwaldzkiej z okazji 500-lecia bitwy pod Grunwaldem. 15 grudnia 1911 roku do Woli Raniżowskiej przybył wikariusz z Raniżowa ks. Czesław Broda, jako katecheta w miejscowej szkole, a dzięki jego staraniom w grudniu 1912 roku podjęta decyzję o budowie kościoła. W 1913 roku założono wiejską cegielnię na potrzeby kościoła. Na wiosnę 1914 roku rozpoczęto budowę kościoła, a 26 lipca 1914 roku poświęcono kamień węgielny. Autorem projektu świątyni w stylu neogotyckim był Franciszek Stążkiewicz z Rzeszowa, a budowę prowadził Józef Zawilski. Po wybuchu I wojny światowej prace zostały wstrzymane, a ponownie je zaczęto kontynuować w 1916 roku. Za zgodą władz kościelnych w 1919 roku ks. Czesław Broda odbył podróż do Ameryki w celu zebrania funduszy na dalszą budowę. 28 lutego 1919 roku dekretem bpa Józefa Sebastiana Pelczara została erygowana samodzielna ekspozytura, której pierwszym ekspozytem od 16 marca 1919 roku został ks. Czesław Broda. 13 czerwca 1921 roku sufragan przemyski bp Fischer dokonał konsekracji kościoła pw. św. Wojciecha. W 1930 roku w przysiółku Stece zbudowano kapliczkę przydrożną.
W maju 1942 roku mieszkańcy Woli Raniżowskiej zostali wysiedleni przez Niemców, którzy na plebanii urządzili sobie koszary. Na terenie wsi urządzono poligon Luftwaffe, a budynki rozebrano lub spalono. Parafia zaczęła ponownie funkcjonować w drugiej połowie 1945 roku, gdy parafianie zaczęli wracać do swoich siedzib i wówczas przystąpiono do remontu kościoła i plebanii. 19 czerwca 1945 roku bp Franciszek Barda powołał ks. Bolesława Puzio na administratora parafii. 17 kwietnia 1956 roku w Woli Raniżowskiej urodził się Jan Ozga (od 1981 roku kapłan, a od 1997 roku biskup w Kamerunie). W 1966 roku Wola Raniżowska obchodziła 600-lecie istnienia miejscowości. We wrześniu 2006 roku na placu kościelnym postawiono pomnik papieża Jana Pawła II. 8 maja 2008 roku w parafii odbyło się nawiedzenie Obrazu Matki Boskiej Częstochowskiej. W czerwcu 2012 roku figura Matki Bożej Grunwaldzkiej została ponownie postawiona na płazu kościelnym, którą 1 lipca 2012 roku poświęcił bp Jan Ozga. 
Do parafii należy Wola Raniżowska z przysiółkiem Stece. W parafialnym archiwum znajdują się akta metrykalne, datowane od 1786 roku.
Proboszczowie parafii.
1911–1925. ks. Czesław Broda.
1925–1926. ks. Józef Antosz.
1926–1942. ks. Kazimierz Gąsior.
1942–1945. parafia i miejscowość wysiedlone.
1945–1967. ks. Bolesław Puzio.
1967–1978. ks. Stanisław Kościński.
1978–2013. ks. Eugeniusz Worsa.
2013– nadal ks. Kazimierz Zięba.
Wikariusze w parafii.
1919–1921. ks. Zdzisław Michalski.
1921–1927. ks. Józef Antosz.
1937–1938. ks. Stanisław Klatka.
1938–1939. ks. Kazimierz Dziopak.
1939–1942. ks. Józef Pelc.
1956–1957. ks. Michał Ziółkowski.
1960–1962. ks. Eugeniusz Głowacki.
1962. ks. Adam Klisko.
1965–1966. ks. Władysław Woroniak.
1966–1968. ks. Jan Twardy.
1968. ks. Władysław Pięta.
1968–1969. ks. Józef Linek.
1969–1972. ks. Edward Skiba.
1972–1975. ks. Jan Mromliński.
1975–1977. ks. Stanisław Ruszała.
1977–1978. ks. Eugeniusz Worsa.
1988–1990. ks. Jerzy Gajda.
1990–1992. ks. Robert Obec.
1992–1995. ks. Wiesław Grzegorczyk.
1995–1999. ks. Piotr Kowal.
1999–2003. ks. Bohdan Strojek.
2003–2005. ks. Józef Paluch.
2005–2008. ks. Michał Grochowina.
2008–2009. ks. Łukasz Sadłocha.
2009–2012. ks. Łukasz Baran.
2012–2015. ks. Wojciech Ciupak.
2015–2016. ks. Krzysztof Piekarski.
2016. ks. Kamil Woś.
2016– nadal ks. Łukasz Wojciechowski.